# Liguria vasútállomásainak listája

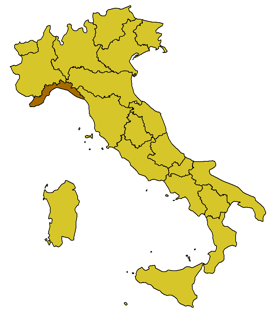
Liguria elhelyezkedése Olaszországban

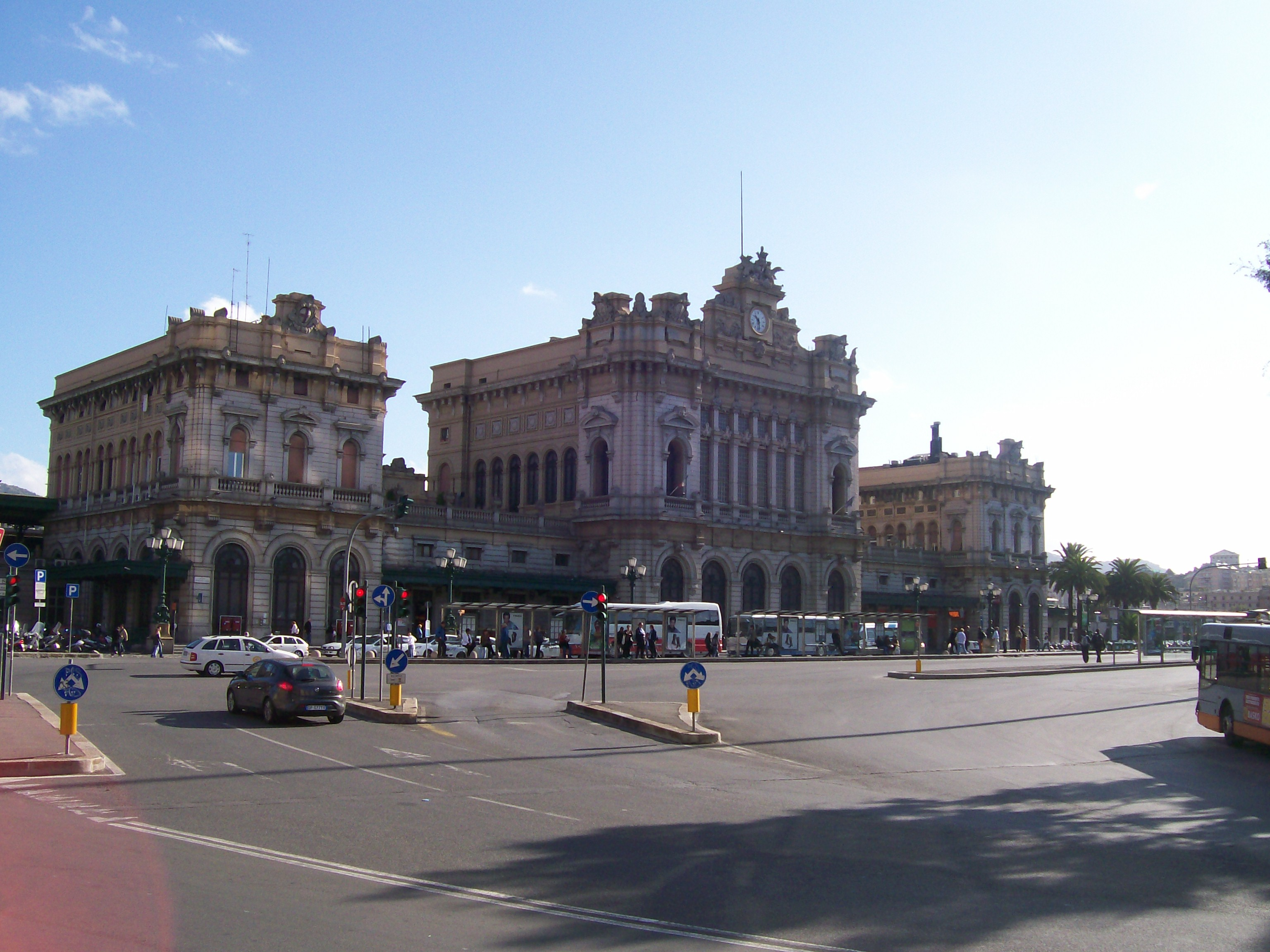
Stazione di Genova Brignole

Ez a lista Liguria vasútállomásait sorolja fel ábécé sorrendben.

## A lista
| Állomás neve                                   | Cím                                                   | Közigazgatási egység    | Megye | Hálózat         | Kategória |
| ---------------------------------------------- | ----------------------------------------------------- | ----------------------- | ----- | --------------- | --------- |
| Stazione di Airole                             | Via Matteotti                                         | Airole                  | IM    | RFI             | bronz     |
| Stazione di Alassio                            | Piazza Quartino 12                                    | Alassio                 | SV    | RFI             | ezüst     |
| Stazione di Albenga                            | Piazza Matteotti 16                                   | Albenga                 | SV    | RFI             | ezüst     |
| Stazione di Albisola                           | Piazza Giulio II , 8                                  | Albisola Superiore      | SV    | RFI             | ezüst     |
| Stazione di Altare                             | Piazza Giorello 1                                     | Altare                  | SV    | RFI             | bronz     |
| Stazione di Andora                             | Via Carminati 1                                       | Andora                  | SV    | RFI             | ezüst     |
| Stazione di Arcola                             | Piazza Indipendenza                                   | Arcola                  | SP    | RFI             | bronz     |
| Stazione di Arenzano                           | Piazza Golgi 7                                        | Arenzano                | GE    | RFI             | ezüst     |
| Stazione di Bevera                             | Via alla Stazione                                     | Ventimiglia             | IM    | RFI             | bronz     |
| Stazione di Bogliasco                          | Via Aurelia 108                                       | Bogliasco               | GE    | RFI             | ezüst     |
| Stazione di Bonassola                          | Via Risorgimento                                      | Bonassola               | SP    | RFI             | ezüst     |
| Stazione di Bordighera                         | Piazza Eroi della Liberta' 1                          | Bordighera              | IM    | RFI             | ezüst     |
| Stazione di Borghetto Santo Spirito            | Piazza Borelli                                        | Borghetto Santo Spirito | SV    | RFI             | bronz     |
| Stazione di Borgio Verezzi                     | Via XXV Aprile                                        | Borgio Verezzi          | SV    | RFI             | bronz     |
| Stazione di Borgo Fornari per Voltaggio        | Piazza 2 Giugno                                       | Ronco Scrivia           | GE    | RFI             | ezüst     |
| Stazione di Bragno                             | strada Curagnata 1                                    | Cairo Montenotte        | SV    | RFI             | bronz     |
| Stazione di Busalla                            | Piazza Malerba 4                                      | Busalla                 | GE    | RFI             | ezüst     |
| Stazione di Cà di Boschetti                    | Piazza Indipendenza                                   | La Spezia               | SP    | RFI             | bronz     |
| Stazione di Cairo Montenotte                   | Piazza Sabotino 1                                     | Cairo Montenotte        | SV    | RFI             | bronz     |
| Stazione di Camogli-San Fruttuoso              | Via XX Settembre 16                                   | Camogli                 | GE    | RFI             | ezüst     |
| Stazione di Campo Ligure-Masone                | Piazzale Marconi 24                                   | Campo Ligure            | GE    | RFI             | ezüst     |
| Stazione di Cavi                               | Via Lombardia 53                                      | Lavagna                 | GE    | RFI             | bronz     |
| Stazione di Celle Ligure                       | largo Giolitti 12                                     | Celle Ligure            | SV    | RFI             | ezüst     |
| Stazione di Cengio                             | Via Valbormida,                                       | Cengio                  | SV    | RFI             | bronz     |
| Stazione di Ceriale                            | Via alla Stazione 3                                   | Ceriale                 | SV    | RFI             | bronz     |
| Stazione di Cervo-San Bartolomeo               | Via Aurelia 59                                        | Cervo                   | IM    | RFI             | bronz     |
| Stazione di Chiavari                           | Piazza N.S. dell'Orto                                 | Chiavari                | GE    | Centostazioni   | ezüst     |
| Stazione di Cogoleto                           | Piazza. Martiri della Liberta 9                       | Cogoleto                | GE    | RFI             | ezüst     |
| Stazione di Corniglia                          | Via alla Stazione 20                                  | Corniglia               | SP    | RFI             | ezüst     |
| Stazione di Dego                               | Piazza 25 Luglio 1                                    | Dego                    | SV    | RFI             | bronz     |
| Stazione di Deiva Marina                       | Piazza della Pace 2                                   | Deiva Marina            | SP    | RFI             | ezüst     |
| Stazione di Diano Marina                       | Piazza Mazzini 1                                      | Diano Marina            | IM    | RFI             | ezüst     |
| Stazione di Ferrania                           | Viale della Liberta' 2                                | Cairo Montenotte        | SV    | RFI             | bronz     |
| Stazione di Finale Ligure Marina               | Piazza V.Veneto 3                                     | Finale Ligure           | SV    | RFI             | ezüst     |
| Stazione di Framura                            | loc.Stazione                                          | Framura                 | SP    | RFI             | ezüst     |
| Stazione di Genova Acquasanta                  | Via Acquasanta 291                                    | Genova                  | GE    | RFI             | bronz     |
| Stazione di Genova Bolzaneto                   | Via G.B.Custo 5                                       | Genova                  | GE    | RFI             | ezüst     |
| Stazione di Genova Borzoli                     | Via Saracco                                           | Genova                  | GE    | RFI             | bronz     |
| Stazione di Genova Brignole                    | Piazza Verdi                                          | Genova                  | GE    | Grandi Stazioni | arany     |
| Stazione di Genova Cornigliano                 | Piazza Savio 5                                        | Genova                  | GE    | RFI             | ezüst     |
| Stazione di Genova Costa di Sestri Ponente     | Via Superiore Gazzo 31                                | Genova                  | GE    | RFI             | bronz     |
| Stazione di Genova Granara                     | Via Granara 1                                         | Genova                  | GE    | RFI             | bronz     |
| Stazione di Genova Nervi                       | Piazza Sciolla 1                                      | Genova                  | GE    | RFI             | ezüst     |
| Stazione di Genova Pegli                       | Piazza Ponchielli 1                                   | Genova                  | GE    | RFI             | ezüst     |
| Stazione di Genova Piazza Principe             | Piazza Acquaverde                                     | Genova                  | GE    | Grandi Stazioni | platinum  |
| Stazione di Genova Piazza Principe sotterranea | Piazza Acquaverde                                     | Genova                  | GE    | Grandi Stazioni | platinum  |
| Stazione di Genova Pontedecimo                 | Via P.Anfossi 3                                       | Genova                  | GE    | RFI             | ezüst     |
| Stazione di Genova Pra                         | Via Pra' 39                                           | Genova                  | GE    | RFI             | ezüst     |
| Stazione di Genova Quarto dei Mille            | Piazza Sivelli 1                                      | Genova                  | GE    | RFI             | ezüst     |
| Stazione di Genova Quinto al Mare              | Via Filzi 3                                           | Genova                  | GE    | RFI             | ezüst     |
| Stazione di Genova Rivarolo                    | Via alla staz.di Rivarolo 7                           | Genova                  | GE    | RFI             | ezüst     |
| Stazione di Genova Sampierdarena               | Piazza Montano                                        | Genova                  | GE    | Centostazioni   | arany     |
| Stazione di Genova San Biagio                  | Via S. Quirico                                        | Genova                  | GE    | RFI             | bronz     |
| Stazione di Genova Sestri Ponente Aeroporto    | via Puccini 9                                         | Genova                  | GE    | RFI             | ezüst     |
| Stazione di Genova Sturla                      | Viale Massaua 7                                       | Genova                  | GE    | RFI             | ezüst     |
| Stazione di Genova Vesima                      | Via Vesima 1                                          | Genova                  | GE    | RFI             | bronz     |
| Stazione di Genova Via di Francia              | Via di Francia                                        | Genova                  | GE    | RFI             | ezüst     |
| Stazione di Genova Voltri                      | Via G.Verità                                          | Genova                  | GE    | RFI             | ezüst     |
| Stazione di Imperia Oneglia                    | Piazza Unità Nazionale                                | Imperia                 | IM    | Centostazioni   | ezüst     |
| Stazione di Imperia Porto Maurizio             | Piazza Caduti sul Lavoro                              | Imperia                 | IM    | RFI             | ezüst     |
| Stazione di Isola del Cantone                  | Piazza Mazzini 1                                      | Isola del Cantone       | GE    | RFI             | bronz     |
| Stazione di La Spezia Centrale                 | Piazzale delle Medaglie d'Oro al Valor Militare n. 23 | La Spezia               | SP    | Centostazioni   | arany     |
| Stazione di La Spezia Migliarina               | Via Maldellora n. 8                                   | La Spezia               | SP    | RFI             | ezüst     |
| Stazione di Laigueglia                         | Via Roma 2                                            | Laigueglia              | SV    | RFI             | bronz     |
| Stazione di Lavagna                            | Piazza Torino 35                                      | Lavagna                 | GE    | RFI             | ezüst     |
| Stazione di Levanto                            | Piazza Nuova Stazione 1                               | Levanto                 | SP    | RFI             | ezüst     |
| Stazione di Loano                              | Piazza G.Marconi 2                                    | Loano                   | SV    | RFI             | ezüst     |
| Stazione di Luni                               | Via Aurelia                                           | Ortonovo                | SP    | RFI             | bronz     |
| Stazione di Manarola                           | Via alla Stazione 1                                   | Manarola                | SP    | RFI             | ezüst     |
| Stazione di Mele                               | Via alla Stazione 17                                  | Mele                    | GE    | RFI             | bronz     |
| Stazione di Moneglia                           | Via Bollo 15                                          | Moneglia                | GE    | RFI             | ezüst     |
| Stazione di Monterosso                         | Via Fegina 40                                         | Monterosso al Mare      | SP    | RFI             | ezüst     |
| Stazione di Mulinetti                          | Via Mulinetti 1                                       | Recco                   | GE    | RFI             | bronz     |
| Stazione di Olivetta San Michele               | Via Roma                                              | Olivetta San Michele    | IM    | RFI             | bronz     |
| Stazione di Piana                              | Via Alla Stazione 1                                   | Piana Crixia            | SV    | RFI             | bronz     |
| Stazione di Piano Orizzontale dei Giovi        | Via Ricco' 29                                         | Serra Riccò             | GE    | RFI             | ezüst     |
| Stazione di Pietra Ligure                      | Via XXV Aprile 23                                     | Pietra Ligure           | SV    | RFI             | ezüst     |
| Stazione di Pietrabissara                      | Via Nazionale                                         | Isola del Cantone       | GE    | RFI             | bronz     |
| Stazione di Pieve Ligure                       | Via XXV Aprile 254                                    | Pieve Ligure            | GE    | RFI             | bronz     |
| Stazione di Pontetto                           | Via XXV Aprile 2                                      | Bogliasco               | GE    | RFI             | bronz     |
| Stazione di Quiliano-Vado Ligure               | Via Diaz 31                                           | Quiliano                | SV    | RFI             | bronz     |
| Stazione di Rapallo                            | Piazza Molfino                                        | Rapallo                 | GE    | Centostazioni   | arany     |
| Stazione di Recco                              | Piazza della Stazione 1                               | Recco                   | GE    | RFI             | ezüst     |
| Stazione di Riomaggiore                        | Piazza Unita' d'Italia 6                              | Riomaggiore             | SP    | RFI             | ezüst     |
| Stazione di Riva Trigoso                       | Via Gramsci 47                                        | Sestri Levante          | GE    | RFI             | bronz     |
| Stazione di Rocchetta Cairo                    | Piazzale Stazione                                     | Cairo Montenotte        | SV    | RFI             | bronz     |
| Stazione di Ronco Scrivia                      | Piazza G.Marconi 2                                    | Ronco Scrivia           | GE    | RFI             | ezüst     |
| Stazione di Rossiglione                        | Piazza Marconi 15                                     | Rossiglione             | GE    | RFI             | ezüst     |
| Stazione di San Giuseppe di Cairo              | Via Indipendenza 1                                    | Cairo Montenotte        | SV    | RFI             | ezüst     |
| Stazione di Santa Margherita Ligure-Portofino  | Piazza R.Nobili 1                                     | Santa Margherita Ligure | GE    | RFI             | ezüst     |
| Stazione di Santo Stefano di Magra             | Stazione                                              | Santo Stefano di Magra  | SP    | RFI             | ezüst     |
| Stazione di Sanremo                            | C.so Cavallotti                                       | Sanremo                 | IM    | Centostazioni   | ezüst     |
| Stazione di Santuario                          | Via alla Stazione 1                                   | Savona                  | SV    | RFI             | bronz     |
| Stazione di Sarzana                            | Piazza Roma                                           | Sarzana                 | SP    | RFI             | ezüst     |
| Stazione di Savona                             | Piazza Aldo Moro 1                                    | Savona                  | SV    | Centostazioni   | arany     |
| Stazione di Sestri Levante                     | Piazza Nuova Stazione 7                               | Sestri Levante          | GE    | RFI             | ezüst     |
| Stazione di Sori                               | Piazza Marconi 1                                      | Sori                    | GE    | RFI             | ezüst     |
| Stazione di Spotorno-Noli                      | Piazza Sbarbaro 18                                    | Spotorno                | SV    | RFI             | ezüst     |
| Stazione di Taggia-Arma                        | Piazza Nuova Stazione 1                               | Taggia                  | IM    | RFI             | ezüst     |
| Stazione di Vallecrosia                        | Via Aprosio 2                                         | Vallecrosia             | IM    | RFI             | bronz     |
| Stazione di Varazze                            | Piazza Salvo d'Acquisto 2                             | Varazze                 | SV    | RFI             | ezüst     |
| Stazione di Ventimiglia                        | Piazza C. Battisti 1                                  | Ventimiglia             | IM    | Centostazioni   | arany     |
| Stazione di Vernazza                           | Via Roma 80                                           | Vernazza                | SP    | RFI             | ezüst     |
| Stazione di Vezzano Ligure                     | Piazza Caduti Libertà n. 1                            | Vezzano Ligure          | SP    | RFI             | ezüst     |
| Stazione di Zoagli                             | Piazza della Stazione, 1                              | Zoagli                  | GE    | RFI             | bronz     |